# DeRidder
DeRidder es una ciudad ubicada en la parroquia de Beauregard en el estado estadounidense de Luisiana. En el Censo de 2010 tenía una población de 10578 habitantes y una densidad poblacional de 442,54 personas por km².

## Geografía
DeRidder se encuentra ubicada en las coordenadas 30°50′42″N 93°17′43″O / 30.84500, -93.29528. Según la Oficina del Censo de los Estados Unidos, DeRidder tiene una superficie total de 23.9 km², de la cual 23.67 km² corresponden a tierra firme y (0.96%) 0.23 km² es agua.

## Demografía
Según el censo de 2010, había 10578 personas residiendo en DeRidder. La densidad de población era de 442,54 hab./km². De los 10578 habitantes, DeRidder estaba compuesto por el 59.61% blancos, el 33.36% eran afroamericanos, el 0.88% eran amerindios, el 1.53% eran asiáticos, el 0.13% eran isleños del Pacífico, el 1% eran de otras razas y el 3.48% pertenecían a dos o más razas. Del total de la población el 4.48% eran hispanos o latinos de cualquier raza.